# Калмарсунд
Калмарсунд (на шведски: Kalmarsund) е проток в Балтийско море, разположен между остров Йоланд и крайбрежната ивица на лен Калмар. Протокът е с дължина около 130 km и около 25 km ширина. Пресича се от изкуствено изградения мост Йоланд, свързващ град Калмар с остров Йоланд.
Според кралски декрет от 16 век, протока Калмарсунд е разграничителната линия между две популации атлантическа херинга (Clupea harengus), които на шведски език имат две различни имена. Рибата уловена на запад от протока на шведски език се означава като „sill“, а тази на изток от Калмарсунд до полския бряг като „strömming“.

## Праистория
Областта около протока Калмарсунд има богато археологическо наследство от селища, датирани от неолитната и бронзова епоха. По време на мезолита се счита, че хора са пресичали протока по своеобразен леден мост формиран през ранния холоцен, когато глетчерите започват да се оттеглят от остров Йоланд. Счита се, че има ясни доказателства за подобна миграция от хора към остров Йоланд в мезолитните селища, открити около Албю. Тези заселници са пресекли протока Калмарсунд през 6 хилядолетие пр.н.е. и са основали едно от най-старите мезолитни селища в Северна Европа.